# Горняк (Рязанская область)
Горня́к — посёлок в Милославском районе Рязанской области. Административный центр Горняцкого сельского поселения.

## География
Расположен в 7 км к от железнодорожной станции Милославское.

## История
Возник как посёлок при угольной шахте. В 1950 году Горняк получил статус посёлка городского типа. С 1997 года — сельский населённый пункт.

## Население
| 1959 | 1970  | 1979  | 1989 | 2010 |
| ---- | ----- | ----- | ---- | ---- |
| 2578 | ↘1885 | ↘1144 | ↘666 | ↘266 |